# Chime Namgyal
Pour les articles homonymes, voir Namgyal.
Chime Namgyal (tibétain : འཆི་མེད་རྣམ་རྒྱལ, Wylie : 'chi med rnam rgyal) aussi appelé Trindu pon Chime Namgyal, né en 1942 à Trindu dans le Kham, mort le 3 janvier 2022 dans le Massachusetts, est un résistant et un homme politique tibétain. 

## Biographie
Chime Namgyal, âgé de 17 ans, est un des premiers Tibétains du Kham à se rebeller en 1958 contre l'armée chinoise après l'intervention militaire chinoise au Tibet. 
Il a appartenu au mouvement de résistance dénommé "Quatre fleuves, six montagnes", le Chushi Gangdruk et fit partie du dernier groupe des 135 Tibétains ayant reçu un entraînement intensif dans une base américaine secrète du Colorado, Camp Hale, de mars 1962 à novembre 1964. Selon lui, l'opération de la CIA au Tibet commença en 1957, et environ 1 000 Tibétains furent entraînés aux  États-Unis. A l'issue de sa formation, il dut s’infiltrer par voie terrestre au Tibet. Il resta environ un an à Pemakod, dans le sud du Tibet, près du nord de l'Inde et de la Birmanie. Il n'avait pas le droit d'attaquer les positions chinoises sur ordre de l'Inde, dont des représentants avaient été consultés pour l'opération. Trouvant que ses connaissances n'étaient convenablement utilisées, il a mis fin à son implication dans cette expérience au bout d'un an.  
En 1979 Chime Namgyal est élu membre du Parlement tibétain en exil, représentant le Kham. Il est réélu en 1988 et sera élu vice-président de l'Assemblée.  Réélu en 1991, il démissionne, et est remplacé par Orgyen Tobgyal.